# Sarajevo kanton
Sarajevo kanton  (bosniska & serbiska: Kanton Sarajevo (kyrilliska: Кантон Сарајево), kroatiska: Sarajevska županija, är en kanton i entiteten federationen Bosnien och Hercegovina.

## Kommuner
Följande kommuner finns i Sarajevos kanton:
- Centar (Centrum)
- Hadžići
- Ilidža
- Ilijaš
- Novi Grad (Nya stan)
- Novo Sarajevo (Nya Sarajevo)
- Stari Grad (Gamla stan)
- Trnovo
- Vogošća